# Olympische Sommerspiele 1984/Teilnehmer (Costa Rica)
| Gelbes Symbol für Goldmedaillen mit stilisierten Olympischen Ringen | Graues Symbol für Silbermedaillen mit stilisierten Olympischen Ringen | Braundes Symbol für Bronzemedaillen mit stilisierten Olympischen Ringen |
| ------------------------------------------------------------------- | --------------------------------------------------------------------- | ----------------------------------------------------------------------- |
| —                                                                   | —                                                                     | —                                                                       |

Costa Rica nahm an den Olympischen Sommerspielen 1984 in Los Angeles, USA, mit einer Delegation von 28 Sportlern (27 Männer und eine Frau) teil.

## Teilnehmer nach Sportarten

### Fußball
- Herrenteam
13. Platz

- Kader
Alejandro González Rojas
Alvaro Solano
Carlos Santana
Carlos Toppings
César Hines
Enrique Díaz
Enrique Rivers
Evaristo Coronado
Germán Chavarría
Guillermo Guardia
Juan Cayasso Reid
Leonidas Flores
Luis Galagarza
Marcos Rojas
Marvin Obando
Miguel Simpson
Minor Alpízar

### Judo
- Ronny Sanabria
Superleichtgewicht: 18. Platz

- Andrés Sancho
Halbleichtgewicht: 33. Platz

- Alvaro Sanabria
Leichtgewicht: 19. Platz

- Javier Condor
Halbmittelgewicht: 34. Platz

### Leichtathletik
- Glen Abrahams
100 Meter: Vorläufe
200 Meter: Vorläufe

- Orlando Mora
5000 Meter: Vorläufe
10.000 Meter: Vorläufe

- Ronaldo Lanzoni
Marathon: DNF

### Schießen
- Mariano Lara
Freie Scheibenpistole: 25. Platz

- Roger Cartín
Luftgewehr: 52. Platz

- Elizabeth Jagush-Bourland
Frauen, Luftgewehr: 32. Platz

### Schwimmen
- Andrés Aguilar
200 Meter Brust: 29. Platz
200 Meter Schmetterling: 30. Platz
200 Meter Lagen: 26. Platz